# Gemeindeschneidmühle
Gemeindeschneidmühle ist eine Wüstung auf dem Gemeindegebiet von Tschirn im Landkreis Kronach (Oberfranken, Bayern).

## Geographie
Die Einöde lag auf einer Höhe von 509 m ü. NHN im Tal der Tschirner Ködel und war allseits von Wald umgeben. Sie bestand aus einem Wohnhaus, einer Scheune und einem Holzsägewerk, in dem bis zum Ende noch Holz geschnitten wurde. Heute ist nur noch ein Nebengebäude erhalten geblieben. Die Gemeindeschneidmühle war nur über einen Wirtschaftsweg erreichbar, der der Tschirner Ködel entlang nach Mauthaus zur Staatsstraße 2207 (6,5 km südlich) bzw. zur Staatsstraße 2198 (2,4 km nördlich) führt. Die Gegend liegt im Naturschutzgebiet Tschirner und Nordhalbener Ködeltal mit Mäusbeutel.

## Geschichte
Die Gemeindeschneidmühle wurde nach 1800 angelegt. Sie gehörte zur Realgemeinde Tschirn. Das Hochgericht übte das bambergische Centamt Teuschnitz aus. Die Grundherrschaft über die Schneidmühle hatte das Kastenamt Teuschnitz inne.
Mit dem Gemeindeedikt wurde Gemeindeschneidmühle dem 1808 gebildeten Steuerdistrikt Tschirn und der 1818 gebildeten Ruralgemeinde Tschirn zugewiesen. Sie erhielt bei der Vergabe der Hausnummern die Nr. 86 des Ortes Tschirn.
Nach dem Bau der Mauthaustalsperre wurde die Gemeindeschneidmühle um 1980 abgerissen, da sie in der engeren Schutzzone der Trinkwassertalsperre lag. Die Besitzer Förtsch und Jaksch wurden nach Tschirn umgesiedelt.

### Einwohnerentwicklung
| Jahr      | 001818 | 001861 | 001871 | 001885 | 001900 | 001925 | 001950 | 001961 | 001970 | 001987 |
| Einwohner | *      | 3      | 2      | 5      | 6      | 6      | 5      | 5      | 5      | †      |
| Häuser    | *      |        |        | 1      | 1      | 1      | 1      | 1      |        | †      |
| Quelle    | [ 3 ]  | [ 6 ]  | [ 7 ]  | [ 8 ]  | [ 9 ]  | [ 10 ] | [ 11 ] | [ 12 ] | [ 13 ] | [ 14 ] |

## Religion
Der Ort war nach St. Jakob in Tschirn gepfarrt.